# Giro dell'Etna 2004
Il Giro dell'Etna 2004, ventunesima edizione della corsa, si svolse l'8 marzo 2004, per un percorso totale di 195 km. Venne vinto dall'italiano Leonardo Bertagnolli che terminò la gara in 5h24'08". La gara era inserita nel calendario UCI, come evento di categoria 1.3 e fu l'ultima edizione della corsa.

## Ordine d'arrivo (Top 10)
| Pos. | Corridore            | Squadra                | Tempo    |
| ---- | -------------------- | ---------------------- | -------- |
| 1    | Leonardo Bertagnolli | Saeco                  | 5h24'08" |
| 2    | Kyrylo Pospyeyev     | Acqua & Sapone         | s.t.     |
| 3    | Marlon Pérez         | Colombia               | s.t.     |
| 4    | Volodymyr Duma       | Landbouwkrediet        | a 5"     |
| 5    | Luca Mazzanti        | Panaria                | s.t.     |
| 6    | Giuseppe Muraglia    | Formaggi Pinzolo Fiavé | a 7"     |
| 7    | Sergio Barbero       | Lampre                 | a 12"    |
| 8    | Mirko Celestino      | Saeco                  | s.t.     |
| 9    | Domenico Passuello   | Amore & Vita           | s.t.     |
| 10   | Michele Scarponi     | Domina Vacanze         | s.t.     |